# Valdez (piłkarz)
Valdez, właśc. Valdez Quirino Lemos (ur. 10 lutego 1943 w Araraquarze) – piłkarz brazylijski, występujący na pozycji obrońcy.

## Kariera klubowa
Karierę piłkarską Valdez rozpoczął w klubie Fluminense FC w 1964 roku. Z Fluminense zdobył mistrzostwo stanu Rio de Janeiro – Campeonato Carioca w 1964 roku. W latach 1968–1970 występował w Campo Grande Rio de Janeiro.

## Kariera reprezentacyjna
W 1964 roku Valdez uczestniczył w Igrzyskach Olimpijskich w Tokio. Na turnieju Valdez był podstawowym zawodnikiem i wystąpił we wszystkich trzech meczach grupowych reprezentacji Brazylii z Egiptem, Koreą Południową i Czechosłowacją.